# جون تشيس (طبيب عيون)
جون تشيس (بالإنجليزية: John Chase)‏ هو طبيب عيون أمريكي، ولد في 10 ديسمبر 1856 في آن آربر في الولايات المتحدة، وتوفي في 3 مايو 1918 في دنفر في الولايات المتحدة.